# Finale de la Coupe de la confédération de la CAF 2020-2021
La finale de la Coupe de confédération de la CAF 2020-2021 est la 17e finale de la Coupe de la confédération de la CAF. Disputée le 10 juillet 2021 au Stade de l'Amitié de Cotonou au Bénin, elle oppose le club marocain du Raja Casablanca au club algérien de la Jeunesse Sportive Kabylie qui ont respectivement éliminés en demi-finale le Pyramids FC et Coton Sport.
La finale est remportée par le Raja Casablanca sur le score de deux buts à un. Les buts du Raja sont marqués par Soufiane Rahimi à la cinquième minute et Ben Malango à la quatorzième, alors que Zakaria Boulahia réduit le score pour le club algérien à la 46e. Il s’agit du deuxième titre remporté par les « Aigles verts » dans cette compétition, après leur victoire en 2018. 

## Déroulement de la rencontre
Lors de cette rencontre, la première entre le Raja Casablanca et la JS Kabylie en Coupe de la CAF, les Rajaouis sont vite entrés dans le match maintenant la pression sur l’équipe adverse. Dès la 5e minute, Sofiane Rahimi profite d’une passe de Omar El Arjoune et met le ballon au fond des filets. L’arbitre de la rencontre, le Sud-africain Victor Gomes annule le but dans un premier temps pour hors-jeu, avant de le valider après consultation de la VAR.
Cinq minutes plus tard, Mahmoud Benhalib rate une frappe de la tête. Les Algériens tentent ensuite  de monopoliser le jeu en vain. À la 14e minute, Ben Malango, à la réception d’une passe latérale de Oussama Soukhane, inscrit le deuxième but du Raja d’une puissante frappe à ras de terre du pied gauche.
À la 46e minute, Zakaria Boulahia profite d’un relâchement de la défense rajaouie et réduit le score. Les Algériens se sont procuré, par la suite, plusieurs occasions de but et essayer en vain d'égaliser. La tâche du club casablancais devient plus ardue quand à la 63e minute après une faute sur Juba Oukaci, Omar Arjoune est expulsé. Dix minutes plus tard, Ben Malango échoue à inscrire le but décisif, après une passe de Mohamed Zrida.
Le Raja Casablanca termine la compétition invaincu en onze matchs disputés avec également la meilleure attaque et la meilleure défense.

## Feuille de match
| Titulaires : |  |
| |  |
| 1 Anas Zniti · 24 Marouane Hadhoudi · 15 Ilias Haddad · 29 Abdelilah Madkour 90+4e · 27 Oussama Soukhane · 16 Omar Arjoune 63e · 17 Zakaria El Wardi · 10 Mahmoud Benhalib 58e · 18 Abdelilah Hafidi 71e · 21 Soufiane Rahimi 90+1e · 28 Ben Malango 90+1e · |  |
| Remplaçants : |  |
| 22 Mohamed Bouamira · 3 Mohamed Souboul · 20 Abdeljalil Jbira · 6 Fabrice Ngoma 71e · 19 Mohamed Zrida 58e · 23 Mohamed Al Makaazi 90+1e · 26 Riad Idbouiguiguine · 14 Zakaria Habti · 30 Ayoub Nanah 90+1e ·                                                |  |
| Entraîneur : |  |
| Lassaad Chabbi |  |

| Titulaires : |  |
| |  |
| 25 Oussama Benbot · 31 Ahmed Kerroum 84e · 2 Ahmed Aït Abdesslem · 5 Badreddine Souyad · 22 Walid Bencherifa · 13 Aziz Benabdi · 8 Juba Oukaci 69e · 21 Malik Raiah 46e · 7 Mohamed Benchaira · 17 Rédha Bensayah 34e 76e · 9 Zakaria Boulahia 76e · |  |
| Remplaçants : |  |
| 1 Mohamed Idir Hadid · 3 Abdelmoumen Chikhi · 4 Bilal Tizi Bouali · 37 Fares Djabri · 6 Ammar El Orfi · 14 Abdussalam Tubal 76e · 38 Kouceila Boualia 69e · 11 Rezki Hamroune 46e · 34 Massinissa Nezla 76e ·                                        |  |
| Entraîneur : |  |
| Denis Lavagne |  |

| Titulaires : |  |
| |  |
| 1 Anas Zniti · 24 Marouane Hadhoudi · 15 Ilias Haddad · 29 Abdelilah Madkour 90+4e · 27 Oussama Soukhane · 16 Omar Arjoune 63e · 17 Zakaria El Wardi · 10 Mahmoud Benhalib 58e · 18 Abdelilah Hafidi 71e · 21 Soufiane Rahimi 90+1e · 28 Ben Malango 90+1e · |  |
| Remplaçants : |  |
| 22 Mohamed Bouamira · 3 Mohamed Souboul · 20 Abdeljalil Jbira · 6 Fabrice Ngoma 71e · 19 Mohamed Zrida 58e · 23 Mohamed Al Makaazi 90+1e · 26 Riad Idbouiguiguine · 14 Zakaria Habti · 30 Ayoub Nanah 90+1e ·                                                |  |
| Entraîneur : |  |
| Lassaad Chabbi |  |

| Titulaires : |  |
| |  |
| 25 Oussama Benbot · 31 Ahmed Kerroum 84e · 2 Ahmed Aït Abdesslem · 5 Badreddine Souyad · 22 Walid Bencherifa · 13 Aziz Benabdi · 8 Juba Oukaci 69e · 21 Malik Raiah 46e · 7 Mohamed Benchaira · 17 Rédha Bensayah 34e 76e · 9 Zakaria Boulahia 76e · |  |
| Remplaçants : |  |
| 1 Mohamed Idir Hadid · 3 Abdelmoumen Chikhi · 4 Bilal Tizi Bouali · 37 Fares Djabri · 6 Ammar El Orfi · 14 Abdussalam Tubal 76e · 38 Kouceila Boualia 69e · 11 Rezki Hamroune 46e · 34 Massinissa Nezla 76e ·                                        |  |
| Entraîneur : |  |
| Denis Lavagne |  |

## Maillots
| Raja Casablanca | JS Kabylie |